# يان ستيفنز (لاعب اتحاد الرغبي نيوزيلندي)
يان ستيفنز (بالإنجليزية: Ian Stevens)‏ هو لاعب اتحاد الرغبي نيوزيلندي، ولد في 13 أبريل 1948 في Waipawa ‏ في نيوزيلندا.

## وصلات خارجية
- يان ستيفنز عل موقع إسبنسكروم (الإنجليزية)